# Donato Latella Frías
Donato Latella Frías (San Miguel de Tucumán, 1894 - Córdoba, 1982) fue un abogado y político argentino, intendente municipal de la ciudad de Córdoba entre 1936 y 1943.

## Biografía

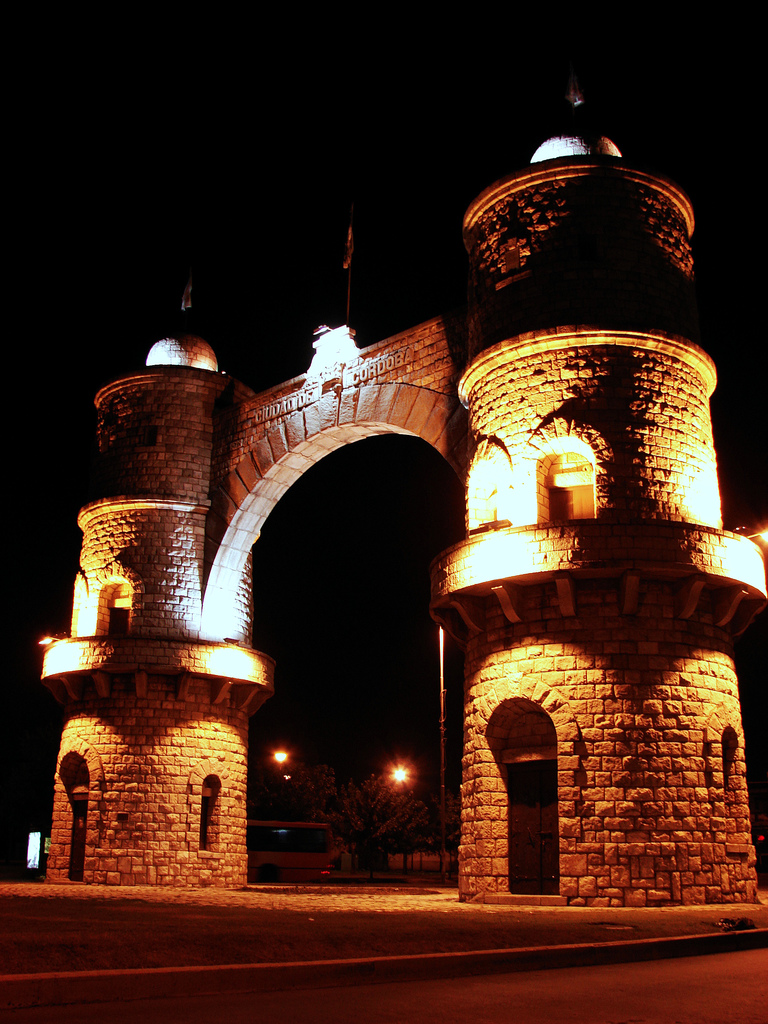
El intendente Latella Frías resolvió la construcción del Arco de Córdoba.

Nació en San Miguel de Tucumán, el 22 de enero de 1894, siendo sus padres José Latella y Ana Frías.
En 1920 se graduó en la Facultad de Derecho y Ciencias Sociales de la Universidad Nacional de Córdoba, donde en 1926 fue profesor suplente de historia del derecho, siendo a partir de ese año titular hasta 1948.  Se desempeñó como abogado del Banco Hipotecario Nacional (1929-1931).
Políticamente adhirió a la Unión Cívica Radical, siendo presidente del comité Capital e integrando el comité provincial. Fue, en 1928, subsecretario de hacienda de la provincia, siendo gobernador el Dr. José A. Ceballos.
El 5 de diciembre de 1935 fue elegido intendente de la ciudad de Córdoba, venciendo al candidato demócrata por 3304 votos. Asumió el 1° de mayo de 1936. El 10 de marzo de 1940 fue reelecto para un segundo período, el cual quedó trunco al producirse el golpe militar de 1943.
Entre 1952 y 1955 fue diputado nacional y se desempeñó como embajador en Arabia Saudita (1955), Holanda (1956) y Egipto (1957).
Fue autor de varios libros, entre ellos Leyes de Indias. Recopilación de 1680 (1926), Doctrina histórica. Conceptos fundamentales de la historia (1929), Orígenes jurídicos argentinos (1949), Visión de Oriente y Occidente (1974) y El Cabildo de Córdoba. Precedente democrático (1981).
Falleció en Córdoba, el 2 de julio de 1982.